# جناحيات الخياشيم
جناحيات الخياشيم (الاسم العلمي: Pterobranchia)، فرع حيوي من حيوانات صغيرة تشبه الدودة. تنتمي إلى النصف حبليات، وتعيش في أنابيب مخفية في قاع المحيط. وتتغذى عن طريق ترشيح العوالق خارج الماء بمساعدة أهداب مثبتة على لامسات. يوجد منها حوالي 30 نوعا معروفا في مجموعة.